# Пекін (Іллінойс)
Пекін (англ. Pekin) — місто (англ. city) в США, в округах Тазвелл і Піорія штату Іллінойс. Населення — 31 731 особа (2020).

## Географія
Пекін розташований за координатами 40°34′3″ пн. ш. 89°37′30″ зх. д. / 40.56750° пн. ш. 89.62500° зх. д. (40.567527, -89.624900).  За даними Бюро перепису населення США в 2010 році місто мало площу 39,20 км², з яких 37,71 км² — суходіл та 1,50 км² — водойми.

## Демографія
Згідно з переписом 2010 року, у місті мешкали 34 094 особи в 13 820 домогосподарствах у складі 8721 родини. Густота населення становила 870 осіб/км².  Було 14714 помешкання (375/км²).
Расовий склад населення:
| - 94,7 % — білих - 2,1 % — чорних або афроамериканців - 0,6 % — азіатів - 0,4 % — корінних американців |

До двох чи більше рас належало 1,4 %. Частка іспаномовних становила 2,4 % від усіх жителів.
За віковим діапазоном населення розподілялося таким чином: 21,9 % — особи молодші 18 років, 62,1 % — особи у віці 18—64 років, 16,0 % — особи у віці 65 років та старші. Медіана віку мешканця становила 38,9 року. На 100 осіб жіночої статі у місті припадало 96,5 чоловіків;  на 100 жінок у віці від 18 років та старших — 95,2 чоловіків також старших 18 років.
Середній дохід на одне домашнє господарство  становив 58 938 доларів США (медіана — 48 862), а середній дохід на одну сім'ю — 69 048 доларів (медіана — 55 576). Медіана доходів становила 47 736 доларів для чоловіків та 34 440 доларів для жінок. За межею бідності перебувало 13,3 % осіб, у тому числі 18,6 % дітей у віці до 18 років та 6,7 % осіб у віці 65 років та старших.
Цивільне працевлаштоване населення становило 15 242 особи. Основні галузі зайнятості: освіта, охорона здоров'я та соціальна допомога — 22,4 %, виробництво — 19,1 %, роздрібна торгівля — 14,2 %, мистецтво, розваги та відпочинок — 10,3 %.